# ميتسادزور
مدينة ميتسادسور (بالإنجليزية: Metsadsor)‏ هي إحدى المدن التابعة لمقاطعة آراغاتسوتن في أرمينيا. يقدر عدد سكانها بـ 79 نسمة حسب الإحصاء الذي جرى عام 2011.